# Julio Pereira (actor)
Julio Pereira (Caracas, 18 de junio de 1969). es un actor de televisión, teatro y cine, pintor y director.

## Biografía
Julio Manuel Pereira Fernández más conocido como Julio Pereira nació en Caracas, Venezuela el 18 de junio de 1969. Hijo de inmigrantes gallegos que llegaron a Venezuela en los años 1950s. Durante su juventud vivió en la zona de la Candelaria en la ciudad de Caracas y cursó estudios de secundaria en el Colegio La Salle (enlace roto disponible en Internet Archive; véase el historial, la primera versión y la última). para, posteriormente, ingresar en la Facultad de Arquitectura de la Universidad Simón Bolívar.
Desde entonces nace su interés por el arte dramático y comienzan sus primeras experiencias en el teatro. En sus inicios, alterna sus estudios con la práctica de artes marciales, la guitarra eléctrica y el trabajo en el mundo de la publicidad, además, comienza a dibujar.
En el año 1996 se gradúa en la Licenciatura de Publicidad y Mercadeo en El Instituto Universitario de Nuevas Profesiones (IUNP) Venezuela. Además de ser actor, Julio Pereira también tiene una gran destreza en el arte estético, es un destacado pintor, el cual ha presentado en sus obras en distintas galerías de Venezuela y España.
En el año 2000 se muda a España estudiar  Dirección de Cine en Escuela Metrópolis de  Madrid.

## Ilustrador
En 1986, con apenas 16 años, se integra al equipo de Editorial PrensaLibre, en Venezuela, para la publicación del “YA”, semanario caraqueño donde fue ilustrador. En este diario apareció Franqui, un perrito que daba su mordaz visión de los humanos que lo rodeaban. De ahí en 1987, trabaja para el Grupo Editorial Bloque Dearmas (Diario Meridiano y 2001), con tiras diarias de Franqui, que alternaban con Quique, un niño de ocho años, el menor de los miembros de la familia, familia de la que Franqui formaba parte. 
DE 1987 a 1995 continua su labor de ilustración en diversos medios: En el año 1987 también fue parte del equipo de la Revista IPPÓN (Semanario de Artes Marciales) hasta su último número en el 88. En 1991 integró el equipo de Los Lunes, en el Diario El Universal. Donde participó con una página semanal enteramente a su cargo, hasta 1993. También colaboró con El Camaleón, encarte semanario humorístico de El Nacional; y en 1988 con “Blanco y Negro” abrió los espacios de Exposiciones de la Estación de La Hoyada en el Metro de Caracas.
En 1995 publica El Hombre es Moderno, un libro de caricaturas cargado de ironías de la vida cotidiana. Desde entonces esta labor es “aparcada” temporalmente debido a sus compromisos en la televisión y el teatro, hasta que perpetró su última presentación - "La Revolución No Sera Caricaturizada", para explicarle a sus amigos en Europa, un poco el drama Político – Social latinoamericano.

## Trayectoria
A los 18 años Julio Pereira  aparece por primera vez como actor, en las pantallas de RCTV, en la telenovela Abigaíl, de 1988. A continuación participa en Alma mía, Amanda Sabater y Señora, producciones donde los personajes que le van asignando son cada vez de mayor responsabilidad.
En esa casa comienza estudios de arte dramático tutelado por la famosa actriz Amalia Pérez Díaz. 
En 1990 entra a Venevisión como contrafigura de Luís José Santander y Tatiana Capote en Maribel; luego en La revancha de Mariela Romero. 

## Filmografía

### Telenovelas
- Abigaíl - 1988 (RCTV)
- Señora - 1989 (RCTV)
- Alma mía - 1989 (RCTV)
- Amanda Sabater - 1989 (RCTV)
- Maribel - 1989 (Venevisión)
- La revancha - 1990 (Venevisión)
- Emperatriz - 1990 (MARTE TV)
- La traidora - 1991 (MARTE TV)
- Las dos Dianas - 1992 (MARTE TV)
- Pedacito de cielo - 1994 (MARTE TV)
- Como tú ninguna - 1994 (Venevisión)
- Ka Ina - 1995 (Venevisión)
- Sol de tentación - 1996 (Venevisión)
- Amor mío - 1997 (Venevisión)
- Jugando a Ganar - 1998 (Venevisión)
- Cuando hay pasión - 1999 (Venevisión)
- Toda mujer - 1999-2000 (Venevisión)
- Mambo y Canela - 2002 (Venevisión)
- Te tengo en salsa - 2006 (RCTV)
- Corazón Esmeralda - 2014 (Venevisión)

### Películas
- 2011 Invasor (largometraje) VACAfilms
- 2010 Barreiros (TVmovie)

### Series
- 2003 Sinceros (programa de comedia) TVSur Anda
- 2005 MARIDOS E MULLERES (serie) Zenith  TVG
- 2005 PATAGHOROBI (FICCIONTV TVG )
- 2006 Matrimonis I Patrimonis (CANAL NOU)
- 2006 Los Serrano (TV5 )
- 2006 Hospital Central
- 2009 Los hombres de Paco  (Globomedia)
- 2010 - El Crematorio (MOD prod.)
- 2011 - Aída TV5 (Madrid)
- 2005 - 2013 - Libro de familia (TVG)
- 2012 - Los misterios de Laura (BoomerangTV)
- 2016-2017- Amar Es para Siempre (Antena 3)[3]
- 2017- Pulsaciones  (Globalmedia Tv)[3]
- 2019- Matadero  (Antena 3)[3]
- 2023- Mia es la Venganza (Telecinco)[3]